# Nazario Sauro
Nazario Sauro (Capodistria, 20 settembre 1880 – Pola, 10 agosto 1916) fu un comandante marittimo, patriota, irredentista e militare italiano.
Nativo dell'Istria, all'epoca territorio dell'Impero austro-ungarico e pertanto suo cittadino, si arruolò durante la prima guerra mondiale nella Regia Marina italiana raggiungendo il grado di tenente di vascello e fu catturato nel luglio 1916 durante una missione. Condannato da una corte imperiale per alto tradimento, venne giustiziato a Pola il 10 agosto dello stesso anno e per tale motivo insignito di medaglia d'oro al valor militare alla memoria. Fu tra le figure più importanti dell'irredentismo italiano e massimo rappresentante di quello istriano.

## Biografia

### Origini e formazione
Nacque a Capodistria — quando l'Istria era ancora parte dell'impero austro-ungarico — da Giacomo, marittimo di ascendenza romana, e Anna Depangher, che apparteneva a una delle famiglie di più antica ascendenza capodistriana, e che lo formò ed educò allo spirito patriottico italiano. Nazario frequentò le scuole elementari con buoni risultati e tentò in seguito, per volere del padre, gli studi ginnasiali, ma non era quella la sua vera passione, che si rivelò invece il mare; passava molto del suo tempo su una barca a vela o su una lancia a remi dello storico Circolo Canottieri Libertas di Capodistria (che diventerà una vera fucina di irredentisti e la cui sede, il Casotto, verrà bruciata dalla polizia austriaca nel 1915).
Il suo carattere particolarmente ribelle e gli scarsi risultati scolastici spinsero così il padre a ritirarlo da scuola e a portarlo con sé a bordo delle navi. Iniziò molto giovane l'attività di marinaio, che lo portò all'età di vent'anni al suo primo comando su una nave mercantile. All'età di 24 anni s'iscrisse alla scuola Nautica di Trieste, ove ottenne il diploma di capitano marittimo di grande cabotaggio.

Caterina (Nina) Steffè, moglie di Nazario Sauro, 1919

### La carriera nella marina
Dopo essere stato al servizio di varie società di navigazione, tra cui la Società Austro-Americana dei Fratelli Cosulich, la Società Istria-Trieste e il Lloyd Austriaco, nel 1910 passò al servizio della Società cittadina di navigazione a vapore di Capodistria, che dopo la guerra sarà rinominata Compagnia di navigazione Capodistriana. Nella sua vita di ufficiale marittimo, Sauro comandò diversi piroscafi passeggeri e da carico, tra i quali il Vittor Pisani, il Cassiopea, il Carpaccio (di proprietà della famiglia Sauro), l'Oltra, il Capodistria, il Quieto e soprattutto il piroscafo San Giusto (che dopo la guerra cambierà nome in Nazario Sauro), che faceva la spola tra Capodistria e Trieste.
Con il Capodistria effettuava spesso trasporti di carbon fossile e bauxite, facendo la spola tra il bacino del fiume Ausa e Trieste, Ravenna, Ancona, Chioggia o Bari. Durante le navigazioni nel mare Adriatico iniziò a prendere i primi contatti con altri irredentisti e a studiare e annotare ogni angolo della costa, i fondali, le insenature, le isole e le terre del Quarnaro e della Dalmazia, comprese le coste albanesi. Le navigazioni costiere e l'ingresso nei porti dell'Istria e della costa dalmata gli consentirono anche di raccogliere preziose informazioni sulle difese militari che l'Austria aveva realizzato e che stava predisponendo per prepararsi alla guerra, a protezione dei propri porti e lungo le coste. Egli era convinto che, prima o poi, avrebbe trovato l'occasione di mettere queste preziose informazioni a disposizione della Marina italiana.

### Le idee politiche
Nazario Sauro, di fede democratica e repubblicana, usciva da una famiglia di tradizioni popolari e nella sua prima gioventù fu vicino al socialismo, perché il suo animo semplice e buono e la pietà verso le classi meno favorite dalla sorte lo attiravano per naturale inclinazione verso questa tendenza politica. Più tardi si staccò dal socialismo internazionalista (essendo questo contrario alla guerra contro l'Austria-Ungheria) e si accostò, perché meglio corrispondente ai suoi ideali politici, alla democrazia sociale di stampo mazziniano, che vedeva nella guerra non solo una soluzione nazionale per le terre istriane e trentine, ma la possibilità di più ampi sviluppi democratici, convinto che dal conflitto mondiale sarebbe uscita un'Europa di nazioni libere e indipendenti.
Lontano dalle posizioni di nazionalismo imperialista, impersonate da Ruggero Timeus, egli era vicino a quel volontarismo mazziniano e repubblicano che ebbe nelle sue file Scipio Slataper, i fratelli Giani e Carlo Stuparich, Gabriele Foschiatti e Giuseppe Pagano: gli ultimi due avrebbero concluso la loro vita, trent'anni più tardi, in un campo di concentramento nazista. È sempre in quegli anni che Sauro alimenterà e consoliderà il suo spirito idealistico e la sua visione di unità d'Italia, che avrebbe dovuto comprendere anche le terre d'Istria e della Dalmazia, oltre a Trento. Il sentimento patriottico di Sauro si formerà anche grazie agli insegnamenti della famiglia, in particolare della madre.

### L'attività cospirativa in Albania
Tra il 1908 e il 1913 Nazario Sauro, in conformità al principio mazziniano dell'indipendenza di tutti i popoli, svolse un'intensa attività clandestina a favore dell'Albania, guidando diverse spedizioni clandestine d'ingenti quantitativi di armi e munizioni destinate agli insorti di quel Paese, retto nel periodo da un governo provvisorio albanese, che aspiravano ad affrancarsi dal dominio ottomano e dall'influenza austriaca. Per svolgere queste attività clandestine, Sauro ricorse a diverse unità navali a vela, in particolare il trabaccolo Tacito, che gli fornivano amici fidati, tra cui l'armatore Costante Camali. In quegli anni moltissimi profughi albanesi affluirono a Trieste che, per la sua particolare posizione geografica e politica, divenne luogo di incontro di tutti gli agitatori e i pretendenti al trono di Albania.
Gli albanesi consideravano Sauro un amico fidato e sicuro, lo cercavano, gli chiedevano consigli; intorno a lui si era formato un quartier generale e Sauro li incontrava quando vi giungeva giornalmente con il piroscafo San Giusto. Nei circoli dei patrioti albanesi, Sauro era popolarissimo, tanto che un influente albanese, il giurista e politico Terenzio Tocci, ebbe a dire... «Un nome, quello di Sauro, che i veri albanesi non dovranno mai dimenticare». Tanto si appassionò alla causa albanese, da dare il nome di Albania a una delle sue due figlie, ultima di cinque figli, a tutti i quali Sauro dette nomi patriottici e di libertà: Nino (da Nino Bixio), Libero, Anita (da Anita Garibaldi) e Italo.

### Il trasferimento in Italia

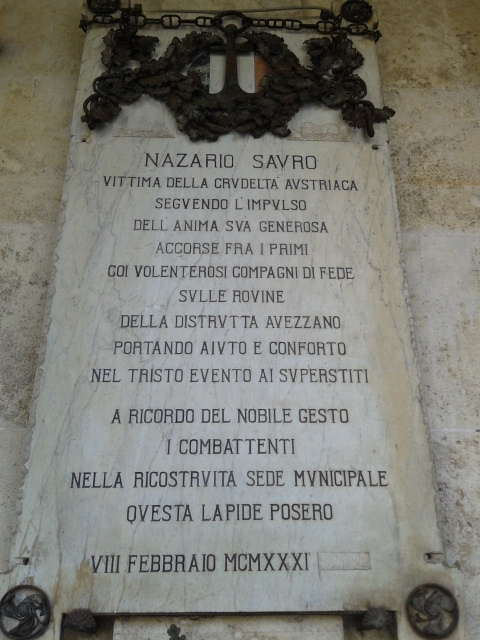
Epigrafe in ricordo di Nazario Sauro ad Avezzano

Molte furono le occasioni in cui Sauro manifestò la sua contrarietà all'occupazione asburgica del suolo istriano e l'avversità della polizia austriaca verso ogni manifestazione di italianità. Il 21 agosto 1913 furono emanati dal governatore di Trieste i «decreti Hohenlohe», che imponevano alle società e agli enti pubblici locali di licenziare gli impiegati italiani che non fossero sudditi austriaci.
Sauro, non potendo accettare questo programma di cancellazione dell'italianità della Venezia Giulia, entrò immediatamente in conflitto sia col governo marittimo di Trieste, sia con la compagnia di navigazione ove lavorava, continuando ad assumere e imbarcare sul piroscafo San Giusto solo marittimi italiani. Non si assoggettò mai a quella “legge anti-italiana”, né si piegò alle forti pressioni dell'autorità portuale triestina. Per tener testa a questa, dovette più volte subire multe e richiami, fino a che le autorità austriache, stanche delle sue attività contrarie all'Impero, nel maggio 1914 lo fecero dimettere dalla Società di Navigazione dove era impiegato.
Essendo scoppiata la prima guerra mondiale il 28 luglio del 1914, Sauro, che manifestava apertamente e da sempre sentimenti italiani, lasciò pertanto Capodistria il 2 settembre 1914 e in ferrovia raggiunse Venezia, dove insieme con altri esuli sostenne l'entrata in guerra dell'Italia contro l'Austria-Ungheria. Egli si pose così, in anticipo rispetto alla politica estera italiana ancora prudente e neutrale, nella duplice posizione sia di cospiratore – sempre pronto a proporre e partecipare ad azioni di «sbarco alla Pisacane» in territorio giuliano-dalmato – sia di informatore; quest'ultima posizione era molto rischiosa a causa del suo essere suddito austriaco: se fosse stato catturato e riconosciuto quando andava a Trieste clandestinamente, da solo o con il figlio, per portare passaporti falsi o per raccogliere informazioni militari sull'Austria, per lui sarebbe stata la forca.
Per questa attività impiegò anche il figlio Nino, che dal primo momento del loro trasferimento a Venezia incominciò a portare clandestinamente passaporti falsi presso il Consolato d'Italia a Trieste: travestito da mozzo si nascondeva nelle stive dei piroscafi che facevano la spola tra Venezia e Trieste. Per questa attività, il re d'Italia conferirà a Nino Sauro nel 1921 la medaglia d'argento al valor militare con la seguente motivazione: «Educato dal padre a forti sensi di Patria, non ancora dodicenne, sfidando il pericolo di inesorabili repressioni poliziesche portava a compimento con ardire e sagacia, superiori alla sua età, importanti missioni a Trieste e contribuiva efficacemente alla preparazione della guerra e della Vittoria» (Venezia-Trieste, settembre 1914-marzo 1915). A seguito del terremoto che colpì la regione della Marsica il 13 gennaio 1915, Sauro fu tra i primi a partire per dare conforto e soccorso ai superstiti. Una lapide a lui dedicata è esposta dall'8 febbraio 1931 presso il palazzo municipale di Avezzano e un'altra in via dei Serpenti a Roma.

### L'arruolamento nella Regia Marina

Anna Sauro Depangher

Con l'entrata in guerra dell'Italia, Sauro si arruolò volontario nella Regia Marina, dove ottenne il grado di tenente di vascello di complemento (23 maggio 1915). Fu destinato alla Piazza Militare Marittima di Venezia e nelle missioni operò spesso con il nome di copertura di Nicolò Sambo, allo scopo di eludere eventuali sospetti della sua reale identità in caso di cattura. Nei primi mesi propose diversi progetti di azione in territorio istriano; egli intuì, col suo fare e proporre azioni e «sbarchi alla Pisacane», uno stile di combattimento che precorse i tempi, anticipando i corpi speciali e gli assaltatori della Marina di cui oggigiorno si avvalgono le forze armate moderne. Le sue idee in fatto di strategia militare non andavano però d'accordo con le strategie militari italiane dell'epoca, sia per mare sia per terra, ancora arroccate su un sistema di guerra di posizione e di logorante temporeggiamento.
La sua mente fervida non si esaurì nel progettare e proporre azioni di forza e di sabotaggio, ma si produsse anche in progetti tecnico-militari. Ideò e progettò, per uso bellico, una boa-vedetta-sommergibile di dimensioni tali da poter ospitare due persone per parecchi giorni, che sarebbe stata adibita, e impiegata da lui stesso, come posto di osservazione e segnalazione dei movimenti della flotta nemica davanti al porto di Pola. La boa, di forma ovoidale, aveva tutti i congegni di un moderno sommergibile per immergersi ed emergere a volontà ed era provvista di periscopio. Per mezzo di ancora e catena avrebbe dovuto mantenersi in una posizione fissa e stabilita, rendendo facile alle torpediniere italiane ritrovarla e rimorchiarla alla base allo scadere della missione.
In 14 mesi di attività Sauro compì oltre sessanta missioni. All'inizio del conflitto fu impiegato come pilota pratico a bordo di piccole siluranti e torpediniere in azioni e missioni lungo le coste istriane e nei canali della Dalmazia per la posa di mine e per creare sbarramenti davanti ai porti austriaci o lungo le rotte costiere istriane e dalmate, che utilizzavano le navi austro-ungariche quando dovevano affrontare il mare aperto. Ma, già allo scadere del primo anno di guerra, il nuovo comandante delle operazioni in Adriatico, ammiraglio Paolo Thaon di Revel, cambiò strategia e impose un attivismo maggiore alle navi e ai sommergibili italiani, impiegandoli sempre più spesso in azioni di forza nei porti austriaci. Fu così che Sauro verrà imbarcato su navi e sommergibili in azioni di forzamento dei porti e delle basi militari nemiche di Trieste, Sistiana, Monfalcone, Pirano, Parenzo e Fiume.
Nell'azione di Parenzo (avvenuta all'alba del 12 giugno 1916), che doveva portare al bombardamento delle aviorimesse dalle quali partivano gli idrovolanti in direzione Venezia, Sauro era imbarcato sul cacciatorpediniere Zeffiro (al comando di Costanzo Ciano), che entrò nel porto austriaco, ormeggiandosi grazie all'aiuto che venne dato da tre sentinelle austriache, cui Sauro si era rivolto in lingua veneta (la lingua di servizio della marina austro-ungarica) per agevolare le operazioni di ormeggio della nave italiana; da uno dei tre gendarmi che fu catturato (gli altri due riuscirono a scappare e a dare l'allarme, anche se tardivamente), Sauro riuscì a farsi indicare l'ubicazione degli hangar.
L'azione di fuoco italiana che ne seguì portò alla distruzione dei velivoli e delle aviorimesse. I comandi militari italiani si avvalsero di Sauro anche per interrogare i prigionieri austriaci, dai quali riusciva a ricavare notizie sulle operazioni che l'Austria stava organizzando contro il territorio italiano. Con i sommergibili eseguì diverse missioni di guerra: sullo Jalea, ad agosto 1915, e sul sommergibile Pullino (4 luglio 1916), col quale attuò una ricognizione offensiva nel golfo di Fiume che portò al danneggiamento di un mercantile austriaco, il San Marco. L'azione condotta con il sommergibile Atropo (3 e 4 giugno 1916) condusse all'affondamento del piroscafo Albanien, adibito a trasporto truppe, materiale bellico e viveri.

### La cattura, la condanna e la morte
Il 30 luglio 1916, in qualità di ufficiale di rotta, si imbarcò a Venezia sul sommergibile Giacinto Pullino, al comando del tenente di vascello Ubaldo degli Uberti, con il quale avrebbe dovuto effettuare un'incursione su Fiume, ma l'unità, spostata improvvisamente dalla corrente, andò a incagliarsi sullo scoglio della Galiola, all'imbocco del golfo del Quarnaro. Risultati vani tutti i tentativi di disincaglio, distrutti i cifrari di bordo e le apparecchiature e predisposta per l'autoaffondamento, l'unità fu abbandonata dall'equipaggio e Sauro, allontanatosi volontariamente da solo su un battellino, venne intercettato dal cacciatorpediniere Satellit e fatto prigioniero.
Alla cattura seguì il processo nel tribunale della Marina austriaca di Pola. Dopo aver dichiarato la falsa identità di Nicolò Sambo, Sauro venne riconosciuto dai concittadini Giovanni Riccobon, Giovanni Schiavon, dal cognato Luigi Steffè, maresciallo della Guardia di Finanza austriaca. Infine, il confronto drammatico con la madre che, pur di salvarlo dalla forca, negò di conoscerlo (Anna Sauro Depangher morirà di cuore nel 1919). La condanna alla pena di morte per alto tradimento, tramite impiccagione, fu eseguita nelle carceri militari di Pola il 10 agosto 1916.
In Italia si venne a sapere della morte di Sauro solo 18 giorni dopo, il 28 agosto: alla famiglia, che viveva a Venezia, la notizia fu portata da un certo Silvio Stringari, mazziniano, repubblicano, giornalista e redattore del "Gazzettino", cui Sauro aveva affidato nel maggio 1915 due lettere, una diretta alla moglie Nina e l'altra ai figli, con la promessa che in caso di morte le avrebbe consegnate alla famiglia.
Gabriele D'Annunzio, quando seppe dell'impiccagione di Nazario Sauro e venne a conoscenza del contenuto delle lettere, chiamò Stringari dicendogli: «L'ho incomodata ma sono certo di essere perdonato quando ella sappia che si tratta del glorioso Nazario Sauro, che prescelse lei a depositario delle due mirabili lettere-testamento, destinate una alla moglie e una al figlio Nino. Io intendo illustrare ed esaltare la figura del Martire». Le due lettere originali sono conservate presso il Museo centrale del Risorgimento al Vittoriano a Roma (nella sala del museo dedicata alla prima guerra mondiale, una grande epigrafe in marmo riporta il testo della lettera che Sauro indirizzò al figlio Nino).
| « Caro Nino, tu forse comprendi od altrimenti comprenderai fra qualche anno quale era il mio dovere d'italiano. Diedi a te, a Libero ad Anita a Italo ad Albania nomi di libertà, ma non solo sulla carta; questi nomi avevano bisogno del suggello ed il mio giuramento l'ho mantenuto. Io muoio col solo dispiacere di privare i miei carissimi e buonissimi figli del loro amato padre, ma vi viene in aiuto la Patria che è il plurale di padre, e su questa patria, giura o Nino, e farai giurare ai tuoi fratelli quando avranno l'età per ben comprendere, che sarete sempre, ovunque e prima di tutto italiani! I miei baci e la mia benedizione. Papà. Dà un bacio a mia mamma che è quella che più di tutti soffrirà per me, amate vostra madre! e porta il mio saluto a mio padre. » |
| (Nazario Sauro, Venezia, 20 maggio 1915 - Lettera testamento ai figli) |

| « Cara Nina, non posso che chiederti perdono per averti lasciato con i nostri cinque bimbi ancora col latte sulle labbra; e so quanto dovrai lottare e patire per portarli e lasciarli sulla buona strada, che li farà proseguire su quella di suo padre: ma non mi resta a dir altro, che io muoio contento di aver fatto soltanto il mio dovere d'italiano. Siate pur felici, che la mia felicità è soltanto quella che gli italiani hanno saputo e voluto fare il loro dovere. Cara consorte, insegna ai nostri figli che il loro padre fu prima italiano, poi padre e poi uomo. Nazario. » |
| (Nazario Sauro, Venezia, 20 maggio 1915 - Lettera testamento alla moglie Nina) |

### La sepoltura al Tempio votivo del Lido di Venezia

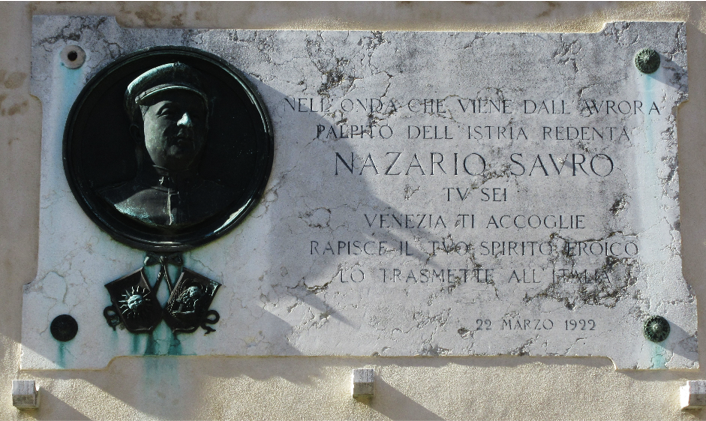
Campo Nazario Sauro a Venezia

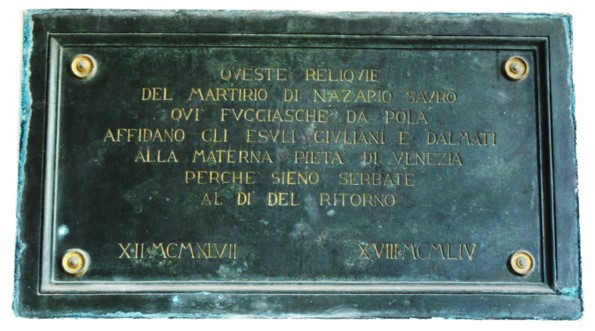
Lapide nel Municipio Venezia

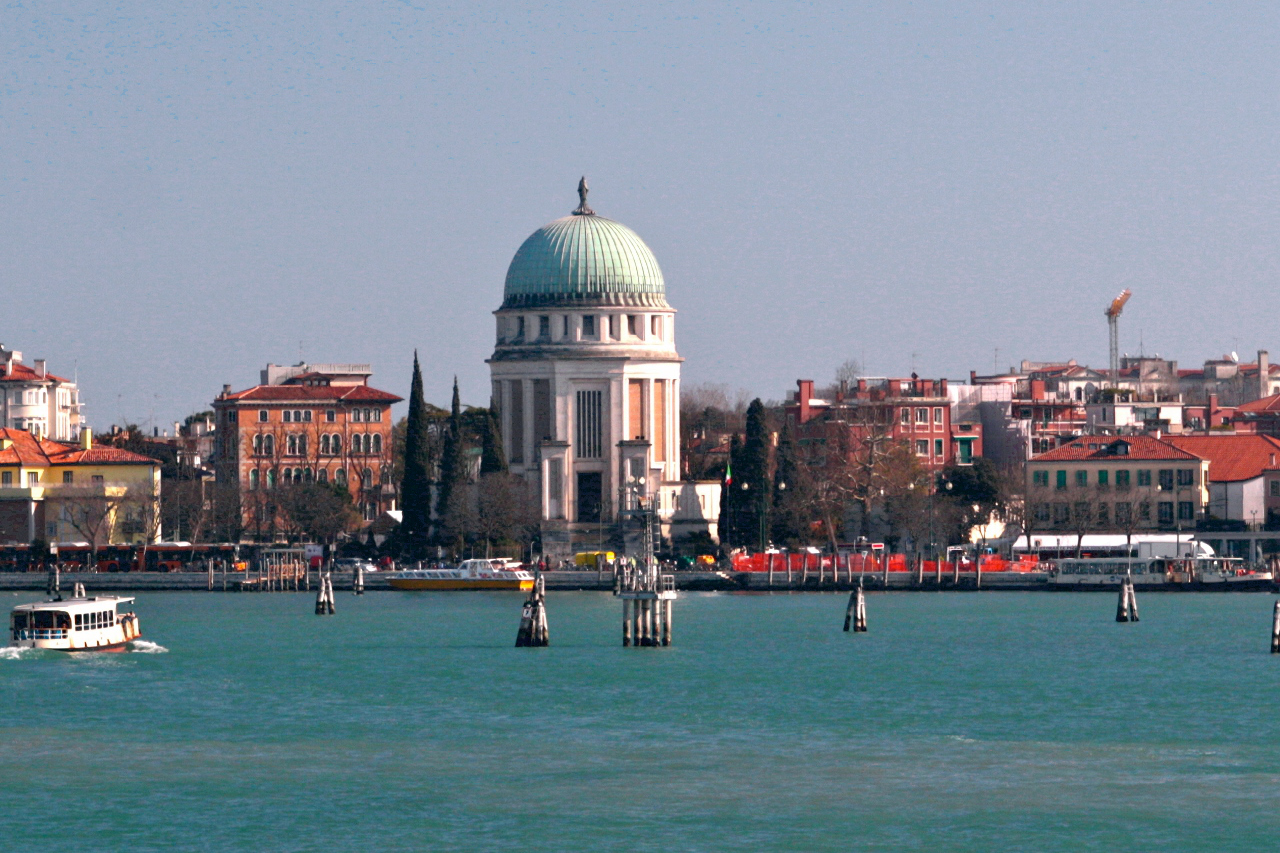
Il tempio votivo (famedio) a Venezia dove la salma di Nazario Sauro riposa dal 9 marzo 1947

Dopo l'esecuzione, avvenuta alle 19:45, il corpo di Nazario Sauro fu sotterrato di notte e in maniera segreta dagli austriaci in area sconsacrata nei pressi del cimitero militare. Solo al termine della guerra la Marina italiana riuscì a sapere il luogo ove era stato sepolto e provvide a riesumarne la salma (10 gennaio 1919) e alla sepoltura, in forma solenne, avvenuta il successivo 26 gennaio nel cimitero di Marina di San Policarpo a Pola. In quell'occasione, il capo di stato maggiore della Marina, grande ammiraglio Duca del Mare Paolo Thaon di Revel, emise il seguente ordine del giorno:
L'impiccagione di Sauro ebbe subito, ancora a guerra in corso, un'eco internazionale contraria alla politica di casa d'Austria. Nel merito, lo storico Charles Upson Clark, professore di storia alla Columbia University di New York, ebbe a scrivere: «C'è una nobile serie di personalità italiane provenienti dall'Istria, la cui gemma è Nazario Sauro di Capodistria, il fedele marinaio che allo scoppio della guerra donò all'Italia la sua conoscenza delle coste e dei porti istriani, e contro cui l'Austria diede libero sfogo alla propria vendetta, come aveva fatto con Cesare Battisti, già deputato di Trento».
Dopo la fine del secondo conflitto mondiale l'Istria passerà sotto la giurisdizione della Jugoslavia e Pola, come gran parte della Venezia-Giulia, dovrà essere forzatamente lasciata dagli italiani. Anche la bara di Sauro, avvolta nel tricolore, lascerà Pola a bordo della motonave Toscana, in direzione Venezia, seguendo la sorte di migliaia di esuli. Con lui vennero imbarcate sulla stessa nave anche le spoglie del volontario polese Giovanni Grion (ufficiale dei bersaglieri caduto sull'altopiano di Asiago il 16 giugno 1916) e di sua madre, nonché le ceneri del guardiamarina Sergio Fasulo e del marinaio radiotelegrafista Garibaldi Trolis, periti al largo di Pola nell'affondamento del sommergibile F 14. L'esumazione e traslazione della salma di Sauro dal cimitero militare fu coordinata dall'Associazione Partigiani Italiani di Pola. Dal 9 marzo del 1947 Nazario Sauro riposa nel Tempio votivo (famedio) del Lido di Venezia.

## Onorificenze
Al termine del primo anno di guerra, durante il quale compì 49 missioni, Sauro ottenne la medaglia d'argento al valor militare e gli fu conferita l'onorificenza di Cavaliere della Corona d'Italia.
La medaglia d'oro al valor militare alla memoria gli fu conferita motu proprio dal re Vittorio Emanuele III con decreto del 20 gennaio 1919 e consegnata alla madre di Sauro, a Pola, il 26 gennaio 1919 in occasione della esumazione della salma e successiva sepoltura nel cimitero marina.

## Monumenti e riconoscimenti

Capodistria, monumento a Nazario Sauro inaugurato il 9 giugno 1935 alla presenza del re Vittorio Emanuele III

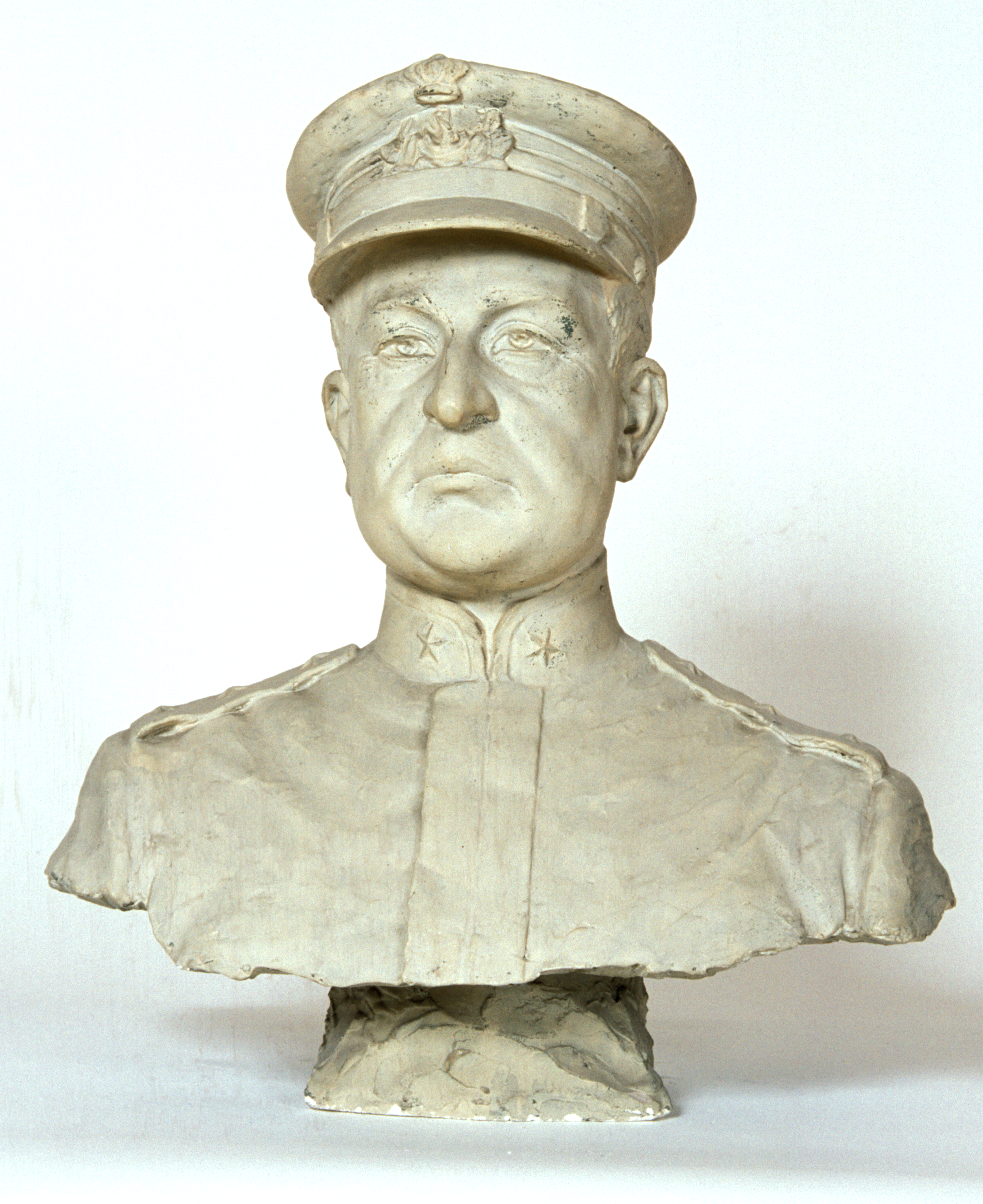
Pio Gibellini, Busto di Nazario Sauro, gesso, 1917, Raccolte del Museo del Risorgimento di Modena

- Sauro è ricordato nel popolare canto La canzone del Piave, citato assieme a Guglielmo Oberdan e Cesare Battisti, e nel film Fratelli d'Italia (1952).
- Circa venti unità navali militari o mercantili e un aereo militare portarono il nome di Nazario Sauro; tra queste un cacciatorpediniere della Regia Marina (varato nel 1925), il sottomarino S518 (varato nel 1976) e il velivolo di Gabriele D'Annunzio (donato dai giuliano-dalmati nel 1918). Il sottomarino Nazario Sauro, in disarmo dal 2002, è stato donato dalla Marina Militare al Comune di Genova e da maggio 2010 è divenuto un museo galleggiante visitabile presso il Galata - Museo del mare.
- La decima galleria della strada delle 52 gallerie del Monte Pasubio, scavate in occasione dei combattimenti della prima guerra mondiale, porta il suo nome.[13]

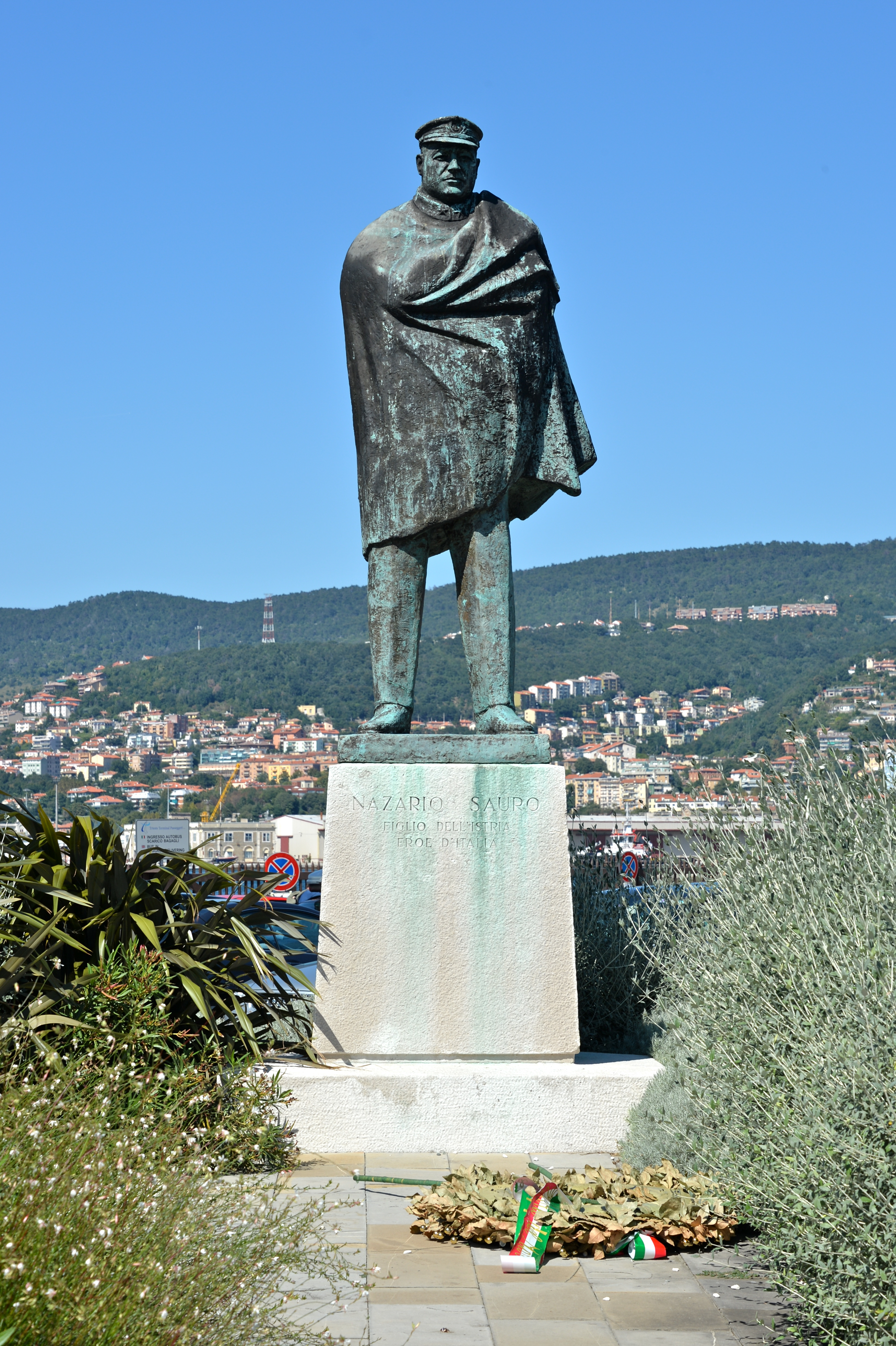
Trieste, monumento a Nazario Sauro inaugurato il 10 agosto 1966

- In molte città italiane vi è una piazza, una via, un lungomare o altro intitolati a Nazario Sauro. Tra i luoghi più belli e importanti, viale Nazario Sauro a Milano, viale Nazario Sauro a Livorno, Campo Nazario Sauro a Venezia, il monumentale lungomare Nazario Sauro a Bari (in quanto finanziò la bonifica del litorale del capoluogo pugliese), la banchina Nazario Sauro ad Ancona, la diga Nazario Sauro a Grado, riva Nazario Sauro a Trieste, il ponte Nazario Sauro all'Ortigia, i porticcioli Nazario Sauro a Livorno e a Monfalcone, la caserma Nazario Sauro a Roma, la piazza Nazario Sauro a Bogliaco, Firenze e a Porto Cesareo (Lecce); via, o viale, Nazario Sauro a Parma, Sondrio, Carlentini, Udine, Giulianova, Bologna, Cagliari, Catania, Palermo, Potenza, San Benedetto del Tronto, Marsala, Napoli, Casoria, Barletta, Ginosa, Grottammare, Recanati, Campobasso, Savona, La Spezia, Asti, Teramo, Città di Castello e Rionero in Vulture.
- A Capodistria fu eretto un monumento a Nazario Sauro, opera dello scultore Attilio Selva e dell'architetto Enrico Del Debbio; inaugurato il 9 giugno 1935 alla presenza del re Vittorio Emanuele III, fu smantellato dal comando militare tedesco di Trieste il 22 maggio 1944 e le statue mandate in fusione dagli jugoslavi al termine della seconda guerra mondiale.
- Il 10 agosto 1966 è stato inaugurato a Trieste, presso la Stazione marittima, in piazzale Marinai d'Italia, un nuovo monumento a lui dedicato, opera dello scultore Tristano Alberti, sul cui basamento è inciso: Nazario Sauro figlio dell'Istria eroe d'Italia. Sempre a Trieste vi è il Circolo marina mercantile Nazario Sauro[14] (abbreviato in CMM NS), con la sezione calcio attiva fino al 1976 (poi confluita nel Monfalcone).
- A San Giorgio di Nogaro (Udine) è stato eretto in via Nazario Sauro un cippo in pietra bianca forgiato a mo' di timone a pala di nave. Su un lato della struttura è riportato lo stemma dei sommergibilisti; ai piedi si trova un'ancora in metallo. Sul bordo anteriore del timone è riportato a grandi lettere la scritta "N. SAURO".
- Un busto di Nazario Sauro è stato eretto a Marina di Ravenna (RA) in prossimità della curva del canale Candiano, di fronte alla caserma della Guardia di Finanza. La base in marmo riporta i nomi dei sommergibili italiani che fecero base o partirono da Porto Corsini (ora Marina di Ravenna) per azioni di guerra nel primo conflitto mondiale.
- Più di quaranta scuole di ogni ordine e grado in Italia sono intitolate a Nazario Sauro: otto in Friuli-Venezia Giulia, sette in Veneto; una in Trentino Alto-Adige, sei in Lombardia; una in Valle d'Aosta; una in Piemonte; tre in Liguria; cinque in Toscana; due nelle Marche; due nel Lazio; tre in Campania; una in Puglia; due in Sicilia. In Istria, fino al termine della seconda guerra mondiale, cinque scuole portarono il nome di Nazario Sauro, di cui 3 a Capodistria, una a Parenzo e l'Istituto nautico di Lussinpiccolo.